# 喀群乡
喀群乡，是中华人民共和国新疆维吾尔自治区喀什地区莎车县下辖的一个乡镇级行政单位。

## 行政区划
喀群乡下辖以下地区：
其木都村、坎其木都村、尤库日恰木萨勒村、恰木萨勒村、库尔巴格村、塔哈塔科瑞克村、且克霍伊拉村、阿克霍伊拉村、艾提尕村、巴扎村、铁热克巴格村、阔什巴格村、喀拉央塔克村和托万喀拉央塔克村。